# (3879) Machar
(3879) Machar es un asteroide perteneciente al cinturón de asteroides, descubierto el 16 de agosto de 1983 por Zdeňka Vávrová desde el Observatorio Kleť, České Budějovice, República Checa.

## Designación y nombre
Designado provisionalmente como 1983 QA. Fue nombrado Machar en homenaje al poeta checo Josef Svatopluk Machar.